# Final Chapter: Walking Tall
Final Chapter: Walking Tall è un film del 1977 diretto da Jack Starrett.